# 洛迪主教座堂
45°18′51.69″N 9°30′11.12″E / 45.3143583°N 9.5030889°E

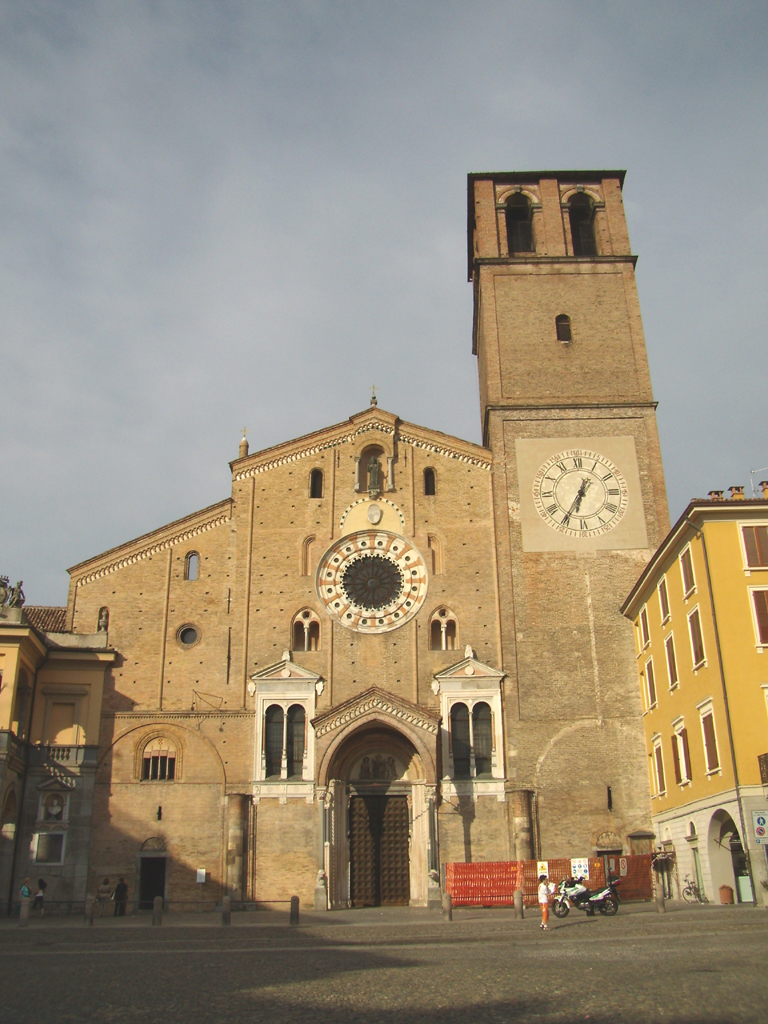

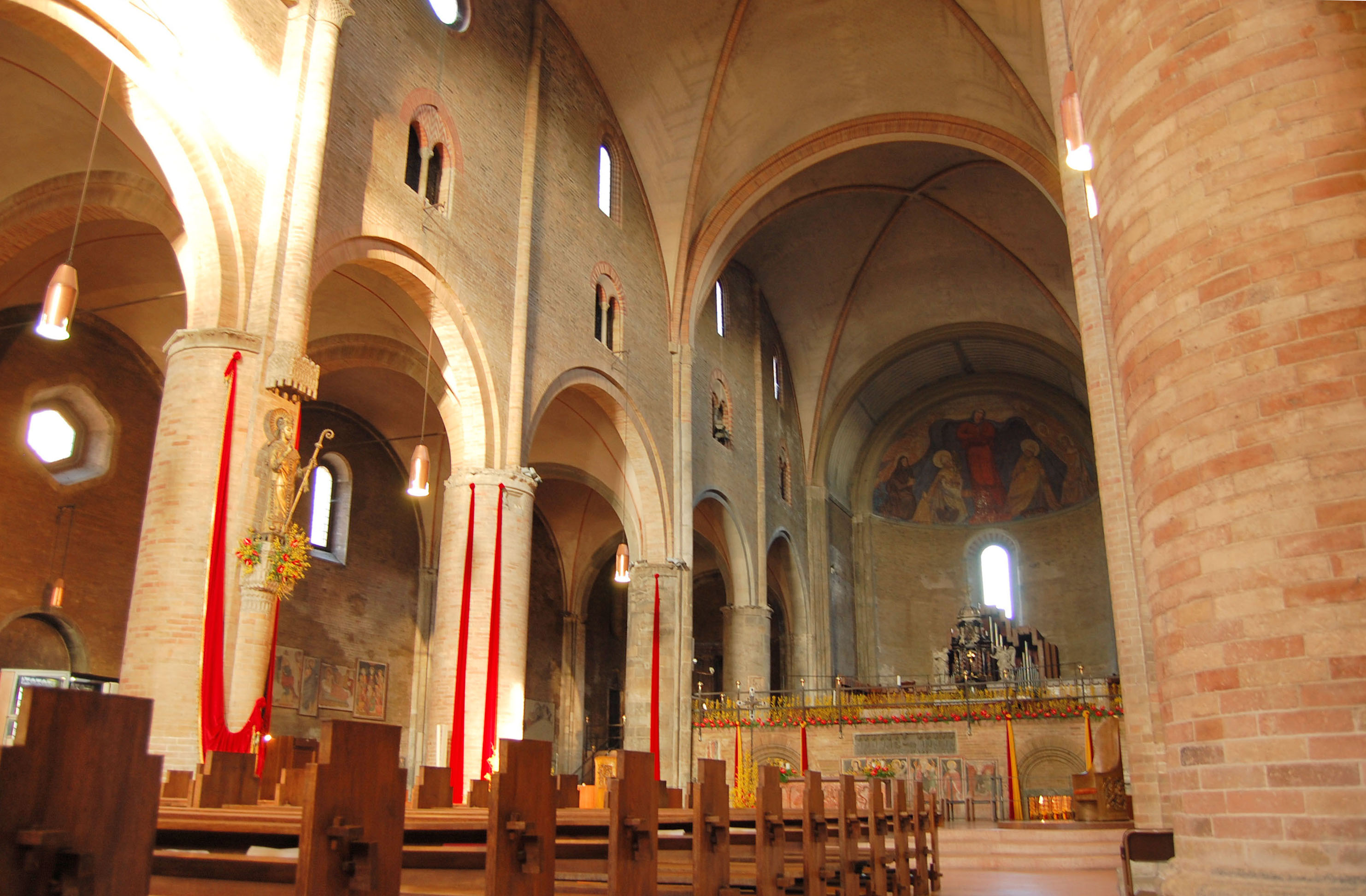

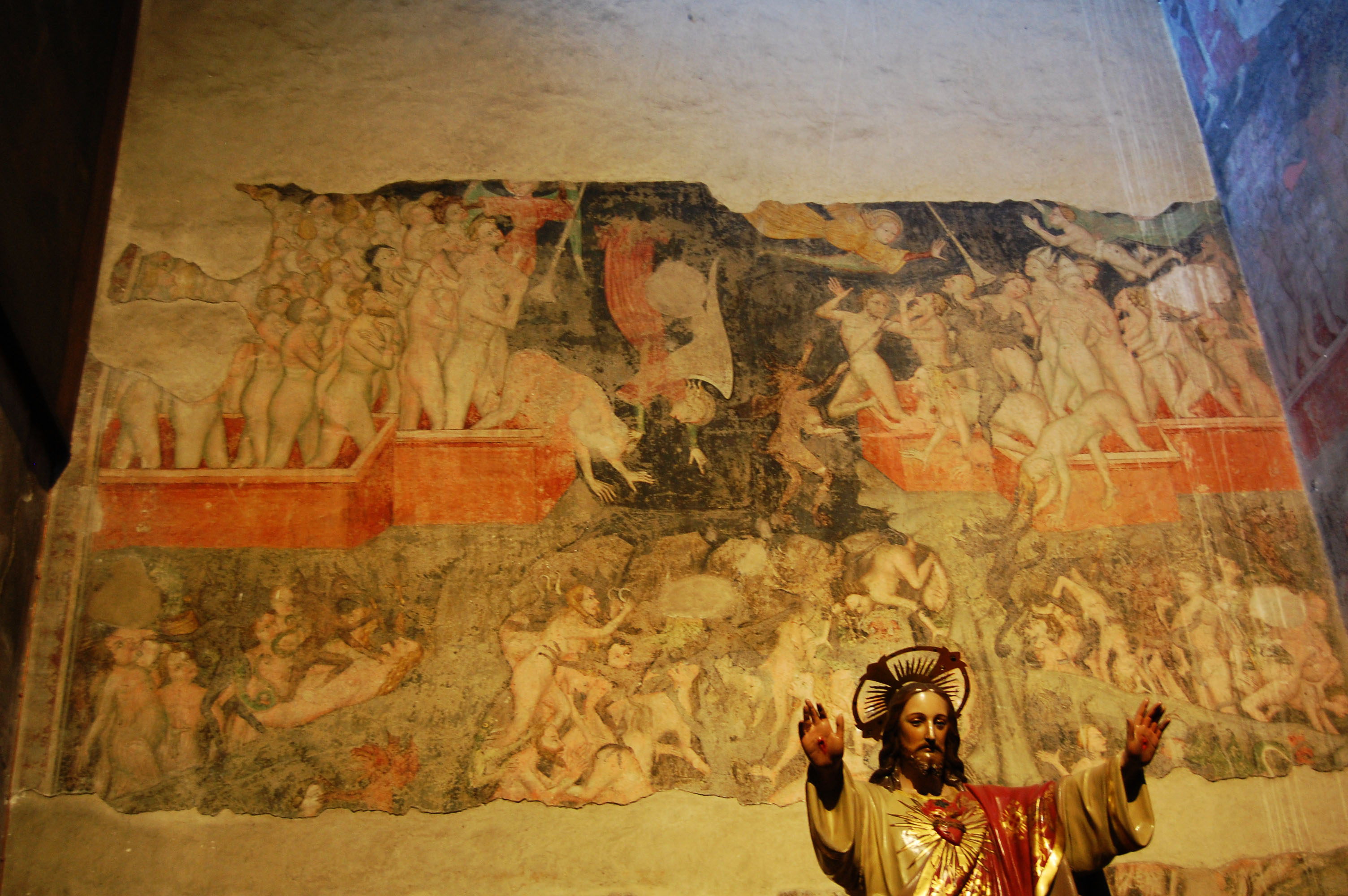
15th-century fresco of the Universal Judgement

洛迪主教座堂，圣母升天圣殿主教座堂（義大利語：  Duomo di Lodi, Basilica Cattedrale della Vergine Assunta ) 是一座罗马天主教宗座圣殿、天主教洛迪教区的主教座堂，位于意大利伦巴第大区洛迪。 供奉圣母升天。该堂是意大利北部最大的教堂之一。
该堂建于1158年8月3日，即洛迪在1111年被米兰军队摧毁后重建之时。重建可能利用了老洛迪城的材料，于1163年结束。1163年11月4日，圣巴西安努斯的圣髑葬入地下圣堂，皇帝腓特烈一世出席。
第二阶段工程从1170年进行到1180年，立面直到1284年才完工。18世纪进行了改建，1958 - 1965 年又恢复了建筑原来的外观。
砖砌立面不对称，具有典型的罗马式风格，设有大型中央玫瑰窗和两个文艺复兴风格的双竖框窗户。巨大的钟楼建于1538年至1554年。
内部有一个中殿和两个过道，均为交叉拱顶。艺术品包括Callisto Piazza的多联画《屠杀无辜婴孩》， Albertino Piazza的多联画《天堂中的圣母》和15世纪的《宇宙审判》。